# Гай Лициний Красс (консул)
Гай Лици́ний Красс (лат. Gaius Licinius Crassus; умер после 167 года до н. э.) — древнеримский военачальник и политический деятель из плебейского рода Лициниев, консул 168 года до н. э. Участник Третьей Македонской войны.

## Происхождение
Гай Лициний принадлежал к плебейскому роду, представители которого были в составе самой первой коллегии народных трибунов и достигли консульства уже в 364 году до н. э. Правда, после этого они больше столетия не упоминались в источниках. Предположительно во время Первой Пунической войны жил некто Публий Лициний, старший из сыновей которого, тоже Публий, получил прозвище Crassus, ставшее когноменом для его потомков.
Консул 168 года до н. э. был внуком первого Красса, сыном Гая Лициния Вара и племянником Публия Лициния Красса Дива, консула 205 года до н. э. У него были брат, Публий Лициний Красс, консул 171 года до н. э., и сестра, жена Публия Муция Сцеволы.

## Биография
Первое упоминание о Гае Лицинии в источниках относится к 172 году до н. э., когда он получил претуру. Ему досталась наиболее почётная должность городского претора (praetor urbanus). Известно, что именно Крассу сенат поручил провести расследование деятельности проконсула Марка Попиллия Лената в Лигурии: Ленат своей жестокостью спровоцировал восстание. Гай Лициний дал пострадавшим лигурам свободу и земли за Падом, а Марка Попиллия привлёк к суду. Добиться обвинительного приговора Красс не смог и в конце концов, «из уважения к отсутствующему консулу и уступая мольбам семьи Попиллиев», он отложил очередное заседание до конца срока своих полномочий. Фактически это означало прекращение дела.
В следующем году старший брат Гая Публий был консулом и возглавлял армию на Балканах во время Третьей Македонской войны; Гай Лициний был легатом в этой армии. В битве при Каллинике, неудачной для римлян, Красс-младший командовал правым флангом.
В 168 году до н. э. Гай Лициний стал консулом вместе с патрицием Луцием Эмилием Павлом (для последнего это был второй консулат). Павел получил в качестве провинции Македонию, а Красс по приказу сената занимался набором войск в Италии. Узнав о решающей победе римлян при Пидне, он приказал распустить сформированные им легионы. После этого Гай Лициний отправился в Цизальпийскую Галлию, там провёл зиму и часть следующего года с полномочиями проконсула; никаких значимых событий в этой провинции при нём не произошло. В 167 году до н. э. Красс в числе десяти легатов участвовал в послевоенном переустройстве Македонии. Страна была разделена на четыре аристократические республики, полностью изолированные друг от друга, не имевшие собственных армий и выплачивавшие половину прежних податей Риму. Жители этих государств не могли иметь собственность в других республиках, вести торговлю с «иностранцами», вывозить строевой лес, разрабатывать серебряные и золотые рудники.
В последующие годы Гай Лициний уже не упоминается в источниках.

## Потомки
Сыновьями Гая Лициния предположительно были Гай Лициний Красс, народный трибун в 145 году до н. э., и Луций Лициний Красс, известный только как отец выдающегося оратора, носившего то же имя.